# Getterön

Karte von Getterön

Getterön ist eine Halbinsel in der Gemeinde Varberg, Hallands län, Schweden, unmittelbar nordwestlich vom Hauptort Varberg. Getterön war bis 1936 eine Insel, dann wurde die Meerenge zwischen Getterön und dem Festland mit Baggergut aufgefüllt und mit einer Straße versehen.
Auf Getterön gibt es fünf nicht untersuchte Rösen aus der Bronzezeit und zwei Naturschutzgebiete Getteröns naturreservat (eingerichtet 1970) und Västra Getteröns naturreservat (eingerichtet 1974).